# The Best of Carly Simon
The Best of Carly Simon è un album raccolta di Carly Simon, pubblicato dalla Elektra Records nel novembre del 1975. 

## Tracce
Lato A
1. That's the Way I've Always Heard It Should Be – 4:15 (Carly Simon, Jacob Brackman) – Tratto dall'album: Carly Simon (1971)
2. The Right Thing to Do – 2:57 (Carly Simon) – Tratto dall'album: No Secrets (1972)
3. Mockingbird – 4:11 (Charlie Foxx, Inez Foxx, con testi aggiunti di James Taylor) – Tratto dall'album: Hotcakes (1974)
4. Legend in Your Own Time – 3:45 (Carly Simon) – Tratto dall'album: Anticipation (1971)
5. Haven't Got Time for the Pain – 3:50 (Carly Simon, Jacob Brackman) – Tratto dall'album: Hotcakes (1974)

Lato B
1. You're so Vain – 4:17 (Carly Simon) – Tratto dall'album: No Secrets (1972)
2. (We Have) No Secrets – 3:57 (Carly Simon) – Tratto dall'album: No Secrets (1972)
3. Night Owl – 3:47 (James Taylor) – Tratto dall'album: No Secrets (1972)
4. Anticipation – 3:19 (Carly Simon) – Tratto dall'album: Anticipation (1971)
5. Attitude Dancing – 4:00 (Carly Simon, Jacob Brackman) – Tratto dall'album: Playing Possum (1975)

## Musicisti
That's the Way I've Always Heard It Should Be
- Carly Simon - voce
- Paul Griffin - pianoforte
- Tony Levin - basso
- Jimmy Johnson - batteria
- Ed Freeman - arrangiamenti strumenti a corda

The Right Thing to Do
- Carly Simon - pianoforte, voce, accompagnamento vocale
- Kirby Johnson - conduttore musicale, arrangiamenti strumenti a corda, arrangiamenti strumenti a fiato
- Jimmy Ryan - basso
- Andy Newmark - batteria
- Ray Cooper - congas
- Liza Strike - accompagnamento vocale
- Vicki Brown - accompagnamento vocale

Mockingbird
- Carly Simon - voce
- James Taylor - voce
- Dr. John - pianoforte, organo
- Robbie Robertson - chitarra elettrica solista
- Jimmy Ryan - chitarra ritmica elettrica
- Michael Brecker - sassofono tenore (solo)
- Bobby Keys - sassofono baritono
- Klaus Voorman - basso
- Jim Keltner - batteria
- Ralph McDonald - percussioni

Legend in Your Own Time
- Carly Simon - chitarra acustica, pianoforte, voce
- Jim Ryan - chitarra acustica, chitarra elettrica, basso elettrico
- Paul Glanz - pianoforte
- Andy Newmark - percussioni
- John Ryan - basso acustico
- Del Newman - arrangiamenti strumenti a corda

Haven't Got Time for the Pain
- Carly Simon - pianoforte, voce
- James Taylor - chitarra acustica solista
- Paul Buckmaster - conduttore musicale, arrangiamenti strumenti a corda e arco, arrangiamenti strumenti a fiato
- Jimmy Ryan - chitarra acustica ritmica
- Klaus Voorman - basso
- Jim Keltner - batteria
- Ralph McDonald - percussioni
- Carl Hall - accompagnamento vocale, coro
- Tasha Thomas - accompagnamento vocale, coro
- Lani Groves - accompagnamento vocale, coro

You're so Vain
- Carly Simon - pianoforte, arrangiamenti strumenti a corda
- Paul Buckmaster - conduttore orchestra (strumenti a corda e strumenti ad arco)
- Jimmy Ryan - chitarra
- Klaus Voorman - basso
- Jim Gordon - batteria
- Richard Perry - percussioni

(We Have) No Secrets
- Carly Simon - chitarra acustica, voce
- Kirby Johnson - conduttore musicale, arrangiamenti (orchestra, sintetizzatore e coro)
- Kirby Johnson - pianoforte elettrico
- Paul Keough - chitarra acustica
- Jimmy Ryan - chitarra solista
- Klaus Voorman - basso
- Jim Gordon - batteria

Night Owl
- Carly Simon - voce
- Jimmy Ryan - chitarra elettrica
- Nicky Hopkins - pianoforte
- Bobby Keys - sassofono tenore
- Klaus Voorman - basso
- Jim Keltner - batteria
- Ray Cooper - congas
- Bonnie Bramlett - accompagnamento vocale, coro
- Doris Troy - accompagnamento vocale, coro
- Paul McCartney - accompagnamento vocale, coro
- Linda McCratney - accompagnamento vocale, coro

Anticipation
- Carly Simon - chitarra acustica, pianoforte, voce
- Jim Ryan - chitarra acustica, chitarra elettrica, basso elettrico
- Paul Glanz - pianoforte
- Andy Newmark - percussioni
- John Ryan - basso acustico
- Del Newman - arrangiamenti strumenti a corda

Attitude Dancing
- Carly Simon - pianoforte, voce, accompagnamento vocale, coro
- Andrew Gold - chitarra
- Willie Weeks - basso
- Jim Gordon - batteria
- Eddie Bongo - congas
- Paul Riser - arrangiamento strumenti a corda e strumenti a fiato
- Abigail Haness - accompagnamento vocale, coro
- Carole King - accompagnamento vocale, coro
- Kenny Moore - accompagnamento vocale, coro[1]